# バニョレ
バニョレ （Bagnolet）は、フランス、イル＝ド＝フランス地域圏、セーヌ＝サン＝ドニ県のコミューン。

## 地理
パリ東部郊外（バンリュー）の都市で、パリ20区、レ・リラ、ロマンヴィル、モントルイユと接する。

## 歴史

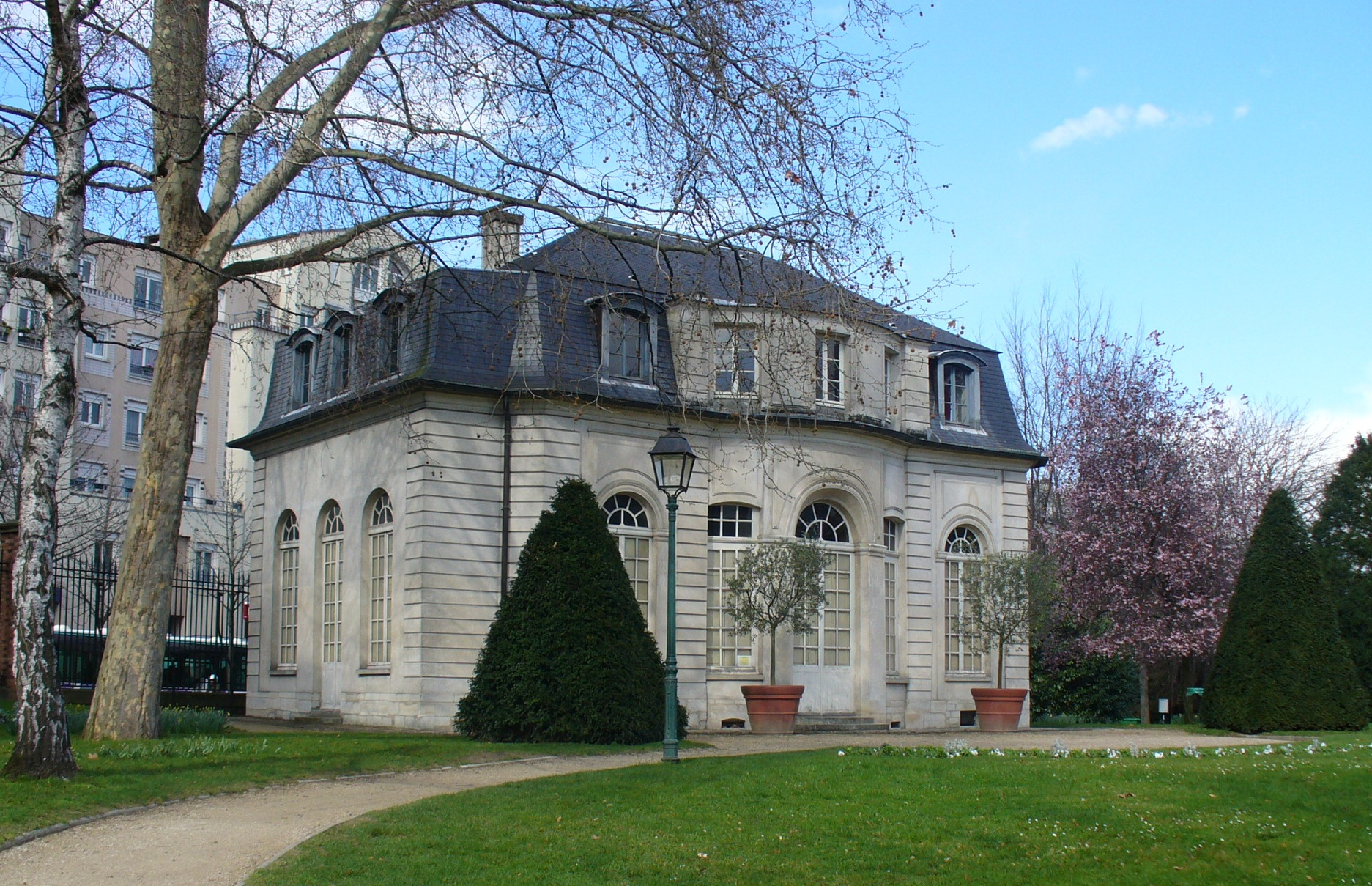
バニョレ城は19世紀に壊されたが、1720年頃建てられたパヴィヨン・ド・レルミタージュが唯一現存している。但し、所在地は現在のパリ20区内になる。

バニョレとは、バルネオルム（balneolum）に由来する。水や池、沼地を連想させる。
裁判官や徴税請負局員（fr）によって建てられたバニョレ城（fr）は、現在のバニョレからパリ20区シャロンヌ地区一帯に広がるお城だった。幼君ルイ15世摂政オルレアン公フィリップ2世がヴェルサイユからパリに宮殿を移すに伴い、1719年にこのお城を所有、その妃フランソワーズ・マリー・ド・ブルボンに与えた。
お城は彼女の好みに合わせた改築が成されてから"エルミタージュ"も設けられ、彼女も居住した。彼女の死後、子のオルレアン公ルイは父と同様にこのお城ではなくサント＝ジュヌヴィエーヴ修道院（現在のパリ5区、リセ・アンリ4世校界隈）に居住した。1769年、彼女の孫オルレアン公ルイ・フィリッブ1世の代になると、オルレアン家はこの城の所有を手放し、その後19世紀に入り、"エルミタージュ"を残し、お城は取り壊された。"エルミタージュ"はパリ20区内148 Rue de Bagnolet界隈に現存している。

## 交通
- 道路 - A3
- 鉄道 - パリメトロ3号線ポルト・ド・バニョレ駅

## 姉妹都市
- セスト・フィオレンティーノ、イタリア
- オラニエンブルク、ドイツ
- シャティラ、レバノン
- アクブ、アルジェリア
- マッサラ、マリ共和国
- ル・ロベール、フランス

## 出身者
- シルヴァン・ディスタン：サッカー選手
- コフィ・ジジ：サッカー選手
- アマンディーヌ・ブシャール：柔道家
- アントワーヌ・ド・ファヴレイ：画家